# Mount Island
Mount Island är en ö i Bermuda (Storbritannien).   Den ligger i parishen Pembroke, i den västra delen av landet, 3 km väster om huvudstaden Hamilton.